# Werner Somers
Werner Somers, né le 24 janvier 1974 à Ninove, est un homme politique belge, membre du Vlaams Belang (VB).

## Biographie
Werner Somers nait le 24 janvier 1974 à Ninove.
Aux élections législatives fédérales de 2024, Werner Somers est élu à la Chambre des Représentants.